# Olea

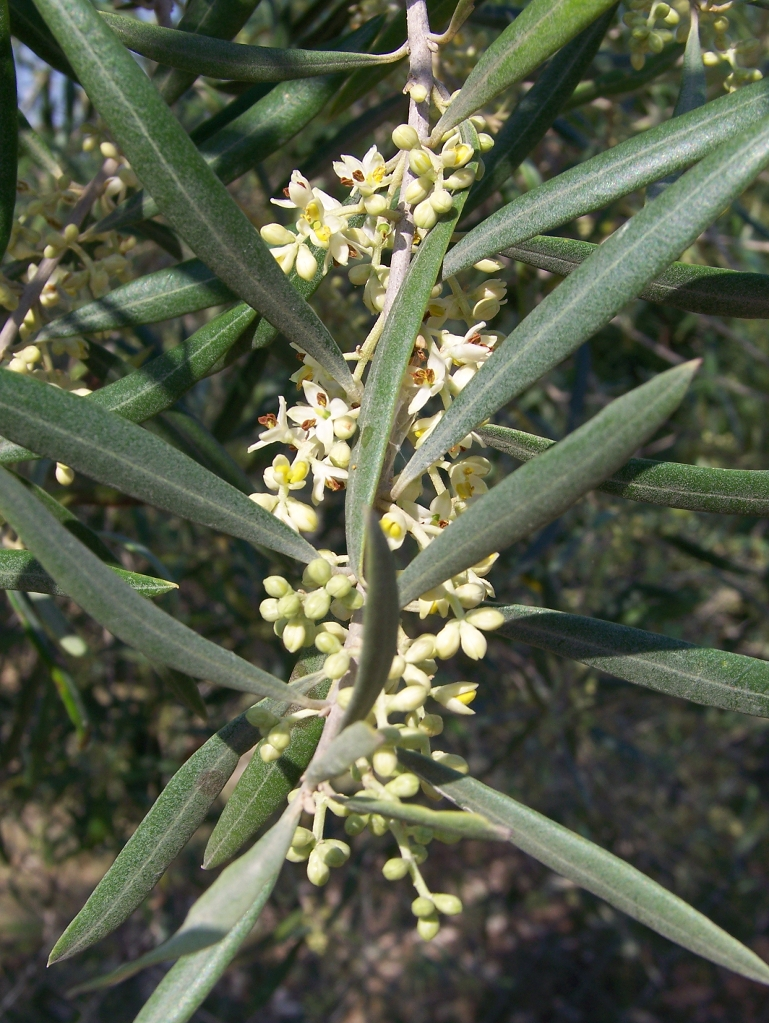
Olea europea: rama en flor.

Olea es un género de 34 especies aceptadas (de las 185 descritas que incluyen 151 meros sinónimos) de la familia Oleaceae, nativa de regiones templadas cálidas y tropicales del sur de Europa, África, sur de Asia y Australasia. Son árboles siempreverdes, arbustos, con hojas pequeñas, opuestas, enteras. El fruto es una drupa.
La especie más importante es el olivo (Olea europaea), nativa de la región del Mediterráneo. Olea paniculata es el árbol más grande, alcanzando 15 a 18 m en Queensland, y dando madera excelente y dura. La aún más dura es Olea laurifolia, de KwaZulu-Natal, importante en Sudáfrica.
Las especies de Olea son usados como plantas alimenticias por larvas de ciertos Lepidoptera, incluyendo a Gymnoscelis rufifasciata.

## Taxonomía
El género fue descrito por Carlos Linneo y publicado en Species Plantarum 1: 8, en 1753.

#### Etimología
Olea: nombre antiguo proveniente del latín, dado al olivo y las aceitunas, que procede del vocablo celta oleul, eol; "aceite", por el producto principal del fruto, que a su vez se origina del vocablo griego ἐλαία (elaía), dado también al olivo y las aceitunas.

## Especies aceptadas
- Olea ambrensis
- Olea borneensis
- Olea brachiata
- Olea capensis
- Olea capitellata
- Olea caudatilimba
- Olea cerasiformis
- Olea chryssophylla (sinónimo de O. europea cuspidata), un olivo silvestre de Asia y de África.
- Olea europaea (olivo)
  - Olea europaea var. sylvestris (acebuche)
- Olea exasperata (olivo de las dunas).
- Olea gagnepainii
- Olea gamblei
- Olea hainanensis
- Olea javanica
- Olea lancea
- Olea laperrini (sinónimo de Olea europaea laperrinei), endemismo de las montañas del Sáhara central.
- Olea laurifolia (sinónimo de Olea capensis capensis)
- Olea laxiflora
- Olea maderensis
- Olea moluccensis
- Olea neriifolia
- Olea oleaster, un olivo salvaje cuyo cultivar “Olivastro” se usa como pie de injerto para O. europaea; formalmente clasificada como la subespecie O. europaea oleaster.
- Olea palawanensis
- Olea paniculata
- Olea parvilimba
- Olea polygama
- Olea puberula
- Olea rosea
- Olea rubrovenia
- Olea salicifolia
- Olea schliebenii Knobl.
- Olea sylvestris (sinónimo de Olea europaea europaea), un olivo silvestre de fruta pequeña del Mediterráneo, a veces pie de injerto de O. europaea.
- Olea tetragonoclada
- Olea tsoongii
- Olea undulata (sinónimo de Olea capensis capensis)
- Olea welwitschii
- Olea wightiana
- Olea woodiana
- Olea yuennanensis[5]

En España (excluidas las Islas Canarias donde crece Olea europea guanchica), solo Olea europaea está representado.